# Barva
Barva è un distretto della Costa Rica, capoluogo del cantone omonimo, nella provincia di Heredia.
La città capoluogo, Barva, comprende quattro rioni (barrios):
- Chile e' Perro
- El Triunfo
- La Gruta
- San Bartolomé